# 1983-as magyar férfi vízilabda-bajnokság (másodosztály)
Az 1983-as magyar férfi másodosztályú vízilabda-bajnokságban tíz csapat indult el, a csapatok két kört játszottak. 
(A Debreceni Dózsa nem indult, ezért 1982-ben kieső MAFC szerepelt a helyén.) 

## Tabella
| #   | Csapat                | M  | Gy | D | V  | G+  | G-  | P  | Megjegyzés     |
| --- | --------------------- | -- | -- | - | -- | --- | --- | -- | -------------- |
| 1.  | Szentesi Vízmű        | 18 | 18 | 0 | 0  | 299 | 105 | 36 |                |
| 2.  | Hódmezővásárhelyi VSE | 18 | 15 | 0 | 3  | 259 | 167 | 29 | 1 pont levonva |
| 3.  | Kecskeméti SC         | 18 | 10 | 3 | 5  | 184 | 181 | 23 |                |
| 4.  | Tipográfia TE         | 18 | 9  | 1 | 8  | 186 | 176 | 19 |                |
| 5.  | Ceglédi VSE           | 18 | 9  | 1 | 8  | 169 | 179 | 19 |                |
| 6.  | MAFC                  | 18 | 8  | 2 | 8  | 155 | 149 | 17 | 1 pont levonva |
| 7.  | Bánki Donát FSE       | 18 | 6  | 2 | 10 | 165 | 197 | 13 | 1 pont levonva |
| 8.  | Csatornázási Művek SK | 18 | 3  | 3 | 11 | 126 | 207 | 8  | 1 pont levonva |
| 9.  | Egri Vízmű            | 18 | 3  | 1 | 14 | 168 | 238 | 6  |                |
| 10. | Miskolci EAFC         | 18 | 1  | 1 | 16 | 119 | 231 | 3  |                |

* M: Mérkőzés Gy: Győzelem D: Döntetlen V: Vereség G+: Dobott gól G-: Kapott gól P: Pont

## Osztályozó az OB I-be jutásért
| #  | Csapat                | M | Gy | D | V | G+ | G- | P |
| -- | --------------------- | - | -- | - | - | -- | -- | - |
| 1. | Medicor OSC           | 2 | 2  | 0 | 0 | 25 | 16 | 4 |
| 2. | KSI                   | 2 | 1  | 0 | 1 | 22 | 24 | 2 |
| 3. | Hódmezővásárhelyi VSE | 2 | 0  | 0 | 2 | 23 | 30 | 0 |

* M: Mérkőzés Gy: Győzelem D: Döntetlen V: Vereség G+: Dobott gól G-: Kapott gól P: Pont